# Sara Vilà Galan
Sara Vilà Galán (Rosselló, Segrià, 24 de setembre de 1979) és una activista i política catalana. Ex senadora designada pel Parlament de Catalunya per Catalunya en Comú Podem.
Va ser regidora d'Iniciativa per Rosselló durant les legislatures 2007/2011 i 2011/2015. També va ser elegida Diputada al Parlament de Catalunya per la coalició d'ICV-EUiA en la X Legislatura. Al gener 2016 va ser designada com a senadora pel Parlament de Catalunya en la XI Legislatura i reelegida l'any 2017 com a senadora de Catalunya En Comú-Podem. Durat la seva darrera legislatura va fundar l'actual grup de Izquierda Confederal al Senat.
És autora del llibre Les més invisibles: dones africanes a Catalunya (Pagès, 2010).